# Claudia Weiss (Historikerin)
Claudia Weiss (* 21. Januar 1967 in Eutin) ist eine deutsche Schriftstellerin und Historikerin.

## Leben
Claudia Weiss studierte Geschichte, Slawistik und Geographie in Hamburg und Moskau. 1999 promovierte sie mit einer Dissertation über die russische Emigrantenpresse im Frankreich der 1920er Jahre am Historischen Seminar der Universität Hamburg, wo sie anschließend bis 2009 als Dozentin lehrte. Parallel dazu nahm sie von 2001 bis 2004 an einem DFG-Forschungs-Projekt der Helmut-Schmidt-Universität der Bundeswehr Hamburg teil. Dort habilitierte sie 2006 mit Lehrgebiet Neuere und Osteuropäische Geschichte und nahm im gleichen Jahr eine Lehrtätigkeit als Privatdozentin auf.
Weiss verfasste wissenschaftliche Publikationen, schrieb Beiträge für das Geschichtsmagazin Geo Epoche und brachte den Sachbildband Das Reich der Zaren heraus. 2011 machte sie mit ihrem ersten historischen Roman Schandweib auf sich aufmerksam, der von einem Kriminalfall im Jahr 1701 in Hamburg handelt. Es folgten zwei weitere Romane, Scharlatan und Rattenfängerin, in denen erneut der Advokat Hinrich Wrangel und seine Frau Ruth als Protagonisten auftreten.
Weiss lebt und arbeitet in Hamburg.

## Werke
- Das Russland zwischen den Zeilen. Dölling und Galitz Verlag, Hamburg, München 2000, ISBN 978-3-933374-59-2.
- Wie Sibirien »unser« wurde. V&R unipress, Göttingen 2007, ISBN 978-3-89971-375-6.
- Das Reich der Zaren. Theiss Verlag, Stuttgart 2011, ISBN 978-3-8062-2267-8.
- Schandweib. Hoffmann und Campe, Hamburg 2011, ISBN 978-3-455-40097-7.
- Scharlatan. Hoffmann und Campe, Hamburg 2012, ISBN 978-3-455-40377-0.
- Rattenfängerin. Knaur, München 2016, ISBN 978-3-426-51485-6.
- Jenseits von Hamburg. Gmeiner, Meßkirch 2023, ISBN 978-3-8392-0416-0.